# Brookings Institution

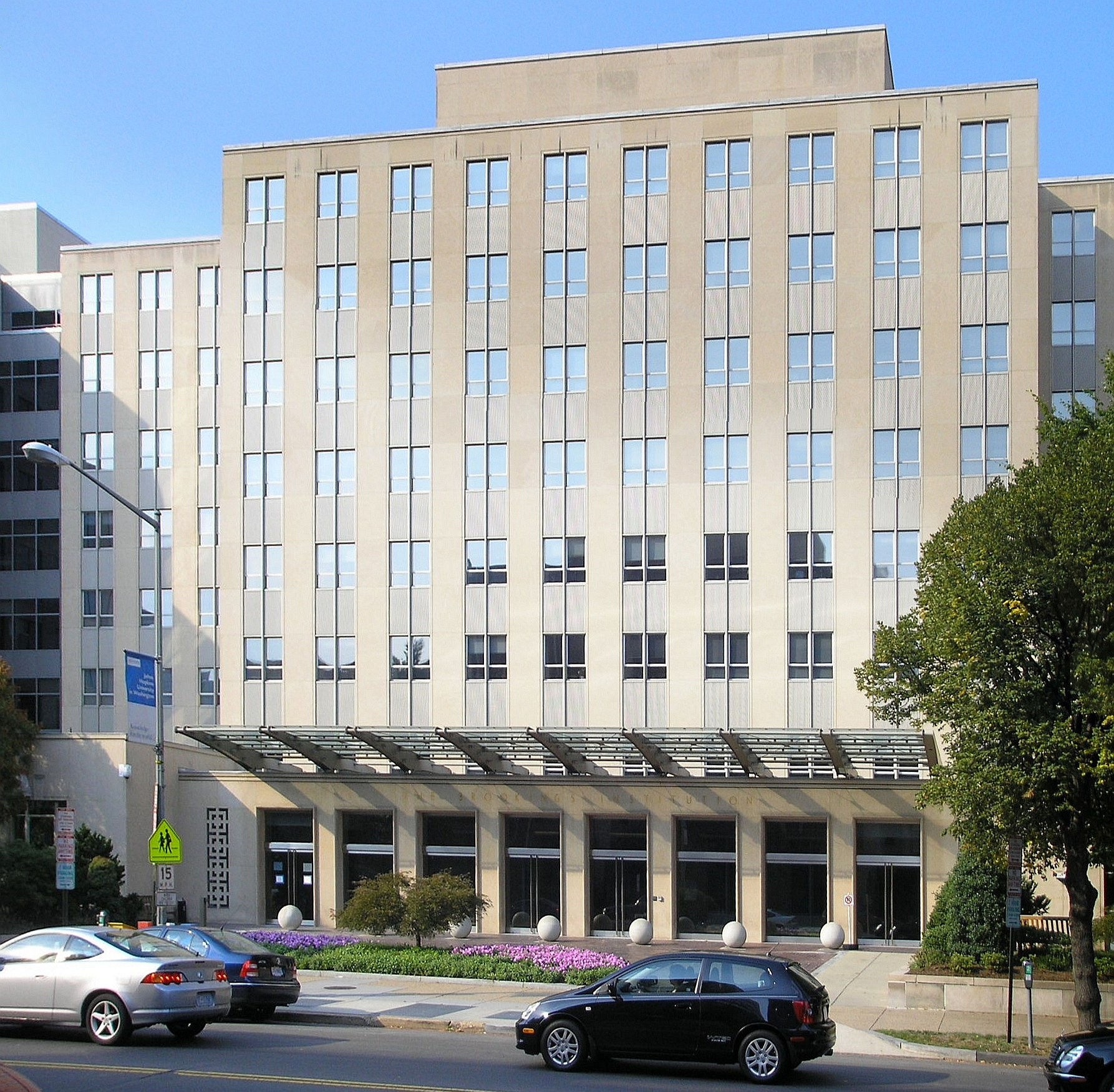
Sede del Brookings

La Brookings Institution (in italiano menzionata occasionalmente come Istituzione Brookings) è un centro di ricerca senza scopo di lucro, fondato nel 1916. La sua sede centrale si trova a Washington negli Stati Uniti.

## Descrizione
La Brookings Institution si definisce un centro per la ricerca e l'educazione nelle scienze sociali, in particolare in economia, governo e politica estera. Uno dei più antichi centri di ricerca di Washington, la Brookings Institution definisce il suo obiettivo principale quale "contribuire a sviluppare politiche pubbliche sane e promuovere la comprensione da parte del pubblico di questioni di importanza nazionale". L'organizzazione si descrive come indipendente, ma viene spesso descritta dai media come un'organizzazione liberale. D'altra parte, alcuni liberali americani hanno criticato il lavoro degli studiosi di politica estera della Brookings per aver dato troppo sostegno alle posizioni dell'amministrazione Bush.
Comunque sei dei suoi iscritti sono diventati inquilini della Casa Bianca. Nel Consiglio è stato chiamato un solo europeo, Mario Draghi. (Panorama 23.8.2007 - Denise Pardo).
L'organizzazione era guidata da Strobe Talbott, ex assistente segretario di stato degli Stati Uniti sotto la presidenza Clinton. Carlos Pascual, ex ambasciatore in Ucraina, era vice presidente dell'Istituzione Brookings e come Direttore del programma di studi di politica estera.
John R. Allen ha assunto la presidenza della Brookings Institution nel novembre del 2017, essendosi distinto come capo della sicurezza e strategia nel Programma di Politica Estera della Brookings. Allen è un generale a quattro stelle in pensione del Corpo dei Marines degli Stati Uniti e anche un ex comandante della NATO International Security Assistance Force (ISAF) e delle U.S. Forces in Afghanistan.